# Лопес, Сара
Сара Хосе Лопес Буэно (исп. Sara José López Bueno; род. 24 апреля 1995, Перейра) — колумбийская лучница, специализирующаяся в стрельбе из блочного лука. Пятикратная чемпионка мира, чемпионка Панамериканских игр и пятикратная победительница финалов Кубка мира. Первая женщина, сумевшая в серии из 15 выстрелов набрать 150 очков.

## Карьера
Она дебютировала на международном уровне в декабре 2010 года в Медельине. В 2013 году завоевала индивидуальное и командное золото на юниорском чемпионате мира в Уси.
В 2013 и 2017 годах она выиграла, соответственно, бронзовую и золотую медали на Всемирных играх. На Кубке мира по стрельбе из лука в 2013 году она вышла в финал, где заняла пятое место. На этапе в Медельине стала первой женщиной, которая набрала 150 очков из 150 возможных. В составе сборной Колумбии вместе с Аурой Марией Браво и Алехандрой Ускьяно, Лопес стала чемпионкой мира в Белеке.
В 2014 году она вновь сумела выйти в финал Кубка мира, и на этот раз сумела победить. К концу ноября 2014 года занимала первое место в рейтинге. В 2015 году Лопес ещё могла выступать на юниорском уровне, и на последнем для себя юниорском чемпионате мира в Янктоне завоевала золото и серебро. Она также участвовала на взрослом мировом первенстве в Копенгагене, где выиграла квалификацию, но уступила в полуфинале с разницей в одно очко и стала бронзовым призёром. На мировое первенство женская команда Колумбии приехала в ранге чемпиона мира, однако уже в первом раунде потерпели поражение от Украины.
C тех пор Лопес выиграла финалы Кубка мира также в 2015, 2017, 2018 и 2019 годах, став первой женщиной, сумевшей завоевать пять титулов. В 2017 году колумбийская сборная вновь выиграла чемпионат мира в командном блочном луке, таким образом, Лопес стала двукратной чемпионкой мира. На Боливарианских играх 2017 года завоевала золото, победив в финале соотечественницу Алехандру Ускьяно. Вместе с ней и Норой Вальдес стала чемпионкой в командных соревнованиях.
В 2019 году она также стала чемпионкой Панамериканских игр, при этом на соревнованиях впервые проводились турниры в блочном луке. В том же году Сара Лопес, Алехандра Ускьяно и Александра Сандино Борраис, представляющие Колумбию в женском комнадном турнире, проиграли в четвертьфинале будущим чемпионкам из Китайского Тайбэя, не сумев защитить титул.
В 2021 на Панамериканском чемпионате дошла до финала, где её постигла неудача — четвёртая стрела даже не попала в мишень. Со счётом 131:138 она уступила соотечественнице Норе Вальдес.
На чемпионате мира 2021 года в Янктоне завоевала золотые медали в составе женской команды с Алехандрой Ускьяно и Норой Вальдес, а также в миксте с Даниэлем Муньосом. В индивидуальном первенстве впервые в карьере завоевала золотую медаль, став таким образом пятикратной чемпионкой мира. В финале она победила индианку Джотхи Суреха Веннам.

## Вне соревнований
В 2013 году Лопес в интервью рассказала, что является студенткой второго курса медицинского факультета, а процесс обучения ей удаётся совмещать с тренировками.